# Orthogeomys lanius
Orthogeomys lanius är en däggdjursart som först beskrevs av Elliot 1905.  Orthogeomys lanius ingår i släktet jättekindpåsråttor (Orthogeomys) och familjen kindpåsråttor. IUCN kategoriserar arten globalt som akut hotad. Inga underarter finns listade i Catalogue of Life.
Arten är bara känd från området kring berget Mt. Orizaba i delstaten Veracruz i Mexiko. Individer hittades vid 1300 meter över havet. Habitatet utgörs av städsegröna bergsskogar.
Det första exemplaret som undersöktes (holotyp) var med svans 31,6 cm lång, svanslängden var 9,0 cm, bakfötterna var 5,4 cm långa och öronen 1,0 cm stora. Andra individer hade en vikt mellan 450 och 600 g. Pälsen har på ovansidan en mörkbrun till svartaktig färg och undersidan är lite ljusare. På undersidan är nära svansens rot några vita hår inblandade. I motsats till andra släktmedlemmar har arten en mjuk och ullig päls. I de övre framtänderna förekommer på framsidan en fåra.
Levnadssättet antas vara lika som hos andra jättekindpåsråttor.